# Sites historiques et culturels majeurs protégés au niveau national

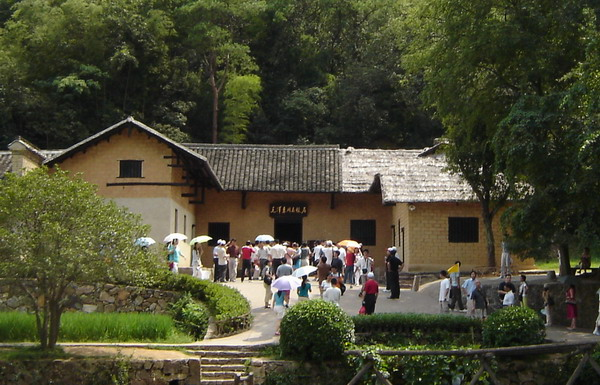
La maison natale de Mao Zedong à Shaoshan (Hunan), site historique majeur depuis 1961.

La liste des sites historiques et culturels majeurs protégés au niveau national (chinois simplifié : 全国重点文物保护单位 ; chinois traditionnel : 全國重點文物保護單位 ; pinyin : quánguó zhòngdiǎn wénwù bǎohù dānwèi) regroupe les principaux éléments du patrimoine de la république populaire de Chine. Elle est établie par l'Administration nationale de l'héritage culturel (SACH) sur la base de l'intérêt historique, artistique ou scientifique. Elle comprend des bâtiments, des biens culturels, des tombes, des inscriptions lapidaires, etc.
Une première liste de 180 monuments a été publiée le 3 avril 1961 puis une deuxième liste de 62 monuments en 1982. Depuis, elle a été fortement allongée.
| N°    | Date             | Ajoutés    | Fusionnés | Réf.   |
| ----- | ---------------- | ---------- | --------- | ------ |
| 1     | 3 avril 1961     | 180        |           | [ 1 ]  |
| 1a    | 26 octobre 1964  | −1         |           | [ 2 ]  |
| 1b    | 16 octobre 1981  | 1          |           | [ 3 ]  |
| 2     | 23 février 1982  | 62         |           | [ 4 ]  |
| 3     | 13 janvier 1988  | 258        |           | [ 5 ]  |
| 4     | 20 novembre 1996 | 250        | 12        | ,      |
| 5     | 25 juin 2001     | 518 (-1)   | 23        | [ 8 ]  |
| 5a    | 22 novembre 2002 | 1          |           | [ 9 ]  |
| 5b    | 2 mars 2003      | 1          |           | [ 10 ] |
| 5c    | 3 avril 2003     | 1          |           | [ 11 ] |
| 6     | 25 mai 2006      | 1 080      | 106       | [ 12 ] |
| 6a    | 20 aout 2009     | 1          |           |        |
| 7     | 5 mars 2013      | 1 943 (+1) |           | [ 13 ] |
| 7a    | 25 avril 2014    | 1          |           | [ 14 ] |
| 8     | 7 octobre 2019   | 762        |           |        |
| Total |                  | 4 296      |           |        |

Listes de ces sites classés par subdivision du niveau provincial
- Anhui
- Chongqing
- Fujian
- Gansu
- Guangdong
- Guangxi
- Guizhou
- Hainan
- Hebei
- Heilongjiang
- Henan
- Hubei
- Hunan
- Jiangsu
- Jiangxi
- Jilin
- Liaoning
- Mongolie intérieure
- Ningxia
- Pékin
- Qinghai
- Shaanxi
- Shandong
- Shanxi
- Shanghai
- Sichuan
- Tianjin
- Tibet
- Xinjiang
- Yunnan
- Zhejiang